# Kleines Lauteraarhorn
Kleines Lauteraarhorn (alternativt: Klein Lauteraarhorn) är en bergstopp i kommunen Guttannen i kantonen Bern i Schweiz. Den är belägen i Bernalperna, cirka 65 kilometer sydost om huvudstaden Bern. Bergstoppen ligger strax sydost om Lauteraarhorn. Toppen på Kleines Lauteraarhorn är 3 738 meter över havet.